# ایرفست اندونزی
ایرفست اندونزی (به انگلیسی: Airfast Indonesia) یک شرکت هواپیمایی با کد یاتا FS است که در تاریخ ۱۹۷۱ میلادی تأسیس شده است. دفتر مرکزی ایرفست اندونزی در تانگرانگ، اندونزی واقع شده‌است و قطب این شرکت هواپیمایی در فرودگاه بین‌المللی سوئکارنو-هتا قرار دارد.